# Elezioni generali in Nigeria del 2011
Le elezioni generali in Nigeria del 2011 si tennero il 9 aprile per l'elezione dei membri del Parlamento e il 16 aprile per l'elezione del Presidente.

## Risultati

### Elezioni presidenziali
| Goodluck Jonathan     | Partito Democratico Popolare              | 22 495 187 | 58,87 |  |  |  |  |  |
| Muhammadu Buhari      | Congresso per il Cambiamento Progressista | 12 214 853 | 31,97 |  |  |  |  |  |
| Nuhu Ribadu           | Congresso d'Azione della Nigeria          | 2 079 151  | 5,44  |  |  |  |  |  |
| Ibrahim Shekarau      | Partito del Popolo di Tutta la Nigeria    | 917 012    | 2,40  |  |  |  |  |  |
| Mahmud Waziri         | Popolo per il Cambiamento Democratico     | 82 243     | 0,22  |  |  |  |  |  |
| Nwadike Chikezie      | Partito del Mandato Popolare              | 56 248     | 0,15  |  |  |  |  |  |
| Lawson Igboanugo Aroh | Partito Progressista Popolare             | 54 203     | 0,14  |  |  |  |  |  |
| Peter Nwangwu         | Congresso Democratico Africano            | 51 682     | 0,14  |  |  |  |  |  |
| Iheanyichukwu Nnaji   | Partito Progressista Nigeria Migliore     | 47 272     | 0,12  |  |  |  |  |  |
| Altri <0,1%           | -                                         | 212 127    | 0,56  |  |  |  |  |  |
| Totale                | Totale                                    | 38 209 978 | 100   |  |  |  |  |  |
|                       |                                           |            |       |  |  |  |  |  |
| Voti non validi       | Voti non validi                           | 1 259 506  | 3,19  |  |  |  |  |  |
| Votanti               | Votanti                                   | 39 469 484 | 53,68 |  |  |  |  |  |
| Elettori              | Elettori                                  | 73 528 040 |       |  |  |  |  |  |

### Elezioni parlamentari

#### Camera dei rappresentanti
| Liste                                       | Voti       | %     | Seggi |
| ------------------------------------------- | ---------- | ----- | ----- |
| Partito Democratico Popolare                | 13.312.817 | 46,63 | 203   |
| Congresso d'Azione della Nigeria            | 5.135.306  | 17,99 | 69    |
| Congresso per il Cambiamento Progressista   | 4.212.283  | 14,75 | 38    |
| Partito del Popolo di Tutta la Nigeria      | 2.900.306  | 10,16 | 28    |
| Partito Laburista                           | 982.647    | 3,44  | 8     |
| Partito Popolare Democratico                | 489.074    | 1,71  | 1     |
| Grande Alleanza di Tutti i Progressisti     | 487.753    | 1,71  | 7     |
| Partito dell'Accordo                        | 335.760    | 1,18  | 5     |
| Partito del Popolo della Nigeria            | 133.651    | 0,47  | 1     |
| Partito del Congresso Alleato della Nigeria | 87.233     | 0,31  | -     |
| Alleanza Popolare Progressista              | 77.765     | 0,27  | -     |
| Popolo per il Cambiamento Democratico       | 62.360     | 0,22  | -     |
| Partito della Trasformazione Nazionale      | 53.574     | 0,10  | -     |
| Altri                                       | 281.611    | 0,95  | -     |
| Totale                                      | 28.552.140 |       | 360   |